# Imagine (álbum de Armin van Buuren)
Imagine es el tercer álbum de estudio del DJ y productor neerlandés Armin van Buuren. Fue lanzado el 18 de abril de 2008.
Su primer sencillo «Going Wrong», con las colaboraciones de DJ Shah y Chris Jones, fue lanzado en su programa de radio A State of Trance causando gran impresión en el público. 
El segundo sencillo lanzado fue «In and Out of Love», con las vocales de Sharon den Adel, y se convirtió rápidamente en uno de los temas más escuchados del 2008, contando actualmente con más de 140 millones de visitas en YouTube.
Este disco, cuenta con la coproducción del DJ neerlandés, Benno de Goeij, integrante del conjunto Rank 1, y la participación de artistas varios en la composición e interpretación de los temas, como Audrey Gallagher, Jacqueline Govaert, Cathy Burton, Eller van Buuren, y la participación del DJ Sean Tyas, en la composición del tema Intricacy.
El álbum debutó en la posición número 4 del US Billboard's Top Electronic Albums Chart y alcanzó el número 157 del Billboard 200 de los Estados Unidos.

## Listado de temas
| N.º | Título                                     | Escritor(es)                                                | Productor(es)                 | Duración |  |
| 1.  | «Imagine»                                  | Eller van Buuren, Geert Huinink                             | Geert Huinink                 | 9:27     |  |
| 2.  | «Going Wrong» (con DJ Shah y Chris Jones)  | Chris Jones, Roger P. Shah                                  | Benno de Goeij, Roger P. Shah | 5:36     |  |
| 3.  | «Unforgivable» (con Jaren)                 | Benno de Goeij, Jaren Cerf                                  | Benno de Goeij                | 8:03     |  |
| 4.  | «Face to Face»                             | Benno de Goeij                                              | Benno de Goeij                | 7:30     |  |
| 5.  | «Hold on to Me» (con Audrey Gallagher)     | Audrey Gallagher, Benno de Goeij                            | Benno de Goeij                | 7:16     |  |
| 6.  | «In and Out of Love» (con Sharon den Adel) | Benno de Goeij, Sharon den Adel                             | Benno de Goeij                | 6:01     |  |
| 7.  | «Never Say Never» (con Jacqueline Govaert) | Benno de Goeij, Jacqueline Govaert                          | Benno de Goeij                | 6:59     |  |
| 8.  | «Rain» (con Cathy Burton)                  | Adrian Broekhuyse, Benno de Goeij, Cathy Burton, Raz Nitzan | Benno de Goeij                | 7:10     |  |
| 9.  | «What If» (con Vera Ostrova)               | Benno de Goeij, Vera Ostrova                                | Benno de Goeij                | 7:18     |  |
| 10. | «Fine Without You» (con Jennifer Rene)     | Jennifer Rene                                               |                               | 6:26     |  |
| 11. | «Intricacy»                                | Sean Tyas                                                   | Sean Tyas                     | 7:07     |  |

| Bonus Tracks para iTunes |                                                                                    |                                |          |  |
| N.º                      | Título                                                                             | Productor(es)                  | Duración |  |
| 12.                      | «If You Should Go» (con Susana)                                                    |                                | 7:48     |  |
| 13.                      | «The Sound of Goodbye (Simon & Shaker Remix)» (por Adrian Broekhuyse & Raz Nitzan) | Adrian Broekhuyse & Raz Nitzan | 8:31     |  |

## Armin Only: Imagine "The Music"
La salida del disco abrió una nueva puerta para Armin y la gente de Armada Music, quienes juntos trabajaron para poner en escena el show Armin Only World Tour, bajo el nombre Imagine.
Esta gira, distinta a la de la anterior edición, contó con la presencia de Armin en distintos países del mundo, como Estados Unidos, Polonia, Rumania, Bélgica y Holanda, y contó con la presencia de algunos de los artistas que colaboraron en este nuevo CD, como Chris Jones, Benno de Goeij, Jacqueline Govaert y Jennifer Rene, entre otros.
El show realizado en Holanda, el 19 de abril de 2008, contó con una asistencia de más de 16000 personas y fue registrado en vídeo, que posteriormente salió a la venta bajo el nombre Armin Only: Imagine, the DVD